# شهرستان خواست
 خَواست یک ناحیه در ولایت سیردریای ازبکستان است. مرکز این ناحیه در شهری با همین نام واقع گردیده‌است. باشندگان این منطقه، تاجیکان و ازبکان هستند.

## جمعیت
نفوس این ناحیه ۷۴٬۱۰۰ نفر می‌باشد.